# 北島義生
北島義生（1975年10月29日—），已退役日本足球運動員，司職中場。

## 生涯
出生于1975年的佐藤义生，后来改姓北岛。在他的家乡茨城，有一家叫做Aseno SC的青少年足球俱乐部。在那里，佐藤义生接受了专业的足球训练。
后来，他又去了当地的另一家俱乐部，Tostem SC。在Tostem SC，有一位来自中国的教练员——很遗憾，查不到名字。1994年在这位中国教练的推荐下，佐藤来到中国，加盟了广东宏远。2个赛季出场3次，作为前锋，佐藤也没有进球，他的中国之旅显然算不上成功。
1997年，佐藤回到日本，加盟日本足球联赛球队大分三神，一年后转投水户蜀葵。
2006年，佐藤转会加盟湘南比马，并在2008年赛季结束后宣布退役。整个职业生涯，佐藤义生，或者叫北岛义生，都平平无奇。
原来他退役之后回到了少年时的那家Aseno SC，担任教练。

## 外部連結
- 日本職業足球聯賽中的北島義生 （日語）